# ディケーター (アラバマ州)
ディケーター（英: Decatur）は、アメリカ合衆国アラバマ州の都市。モーガン郡の郡庁所在地である。人口は5万7938人（2020年）。市域の一部はライムストーン郡に跨る。ディケーター都市圏の中核であり、広域ではハンツビル都市圏と組み合わせて、ハンツビル・ディケーター広域都市圏を構成している。
北アラバマのテネシー川沿い、ウィーラー湖岸にあるので、親しみを込めて「川の都市」と呼ばれている。ディケーターは、19世紀初期にできた南部の多くの都市と同様に、川沿いにあることがその成長の要因になった。鉄道が通り、川の交通が使えたことで、北アラバマ経済圏の先鋭となった。テネシー川バレーの中で大きな経済中心に成長し、テネシー州ナッシュビルやチャタヌーガとアラバマ州モービル、ルイジアナ州ニューオーリンズを結ぶ交通の結節点になった。20世紀を通じて緩りとした成長を続けたが、宇宙開発競争の時代にハンツビルが急成長したので、地域の経済中心の座を奪われてきた。現在の市経済は製造業、輸送業、およびゼネラル・エレクトリックやユナイテッド・ローンチ・アライアンスに代表されるハイテク産業に基づいている。

## 歴史
ディケーター市となった地域は当初「ローズ・フェリー・ランディング」と呼ばれていた。1810年代にテネシー川を渡す渡し船を運航した開拓期初期の土地所有者ヘンリー・W・ローズ博士に因んで名付けられていた。その船着き場は現在ローズ・フェリー公園となっている。ディケーター市は1821年に現在の名称で法人化された。市名は米英戦争やバーバリ戦争で英雄となったアメリカ海軍軍人スティーヴン・ディケーターに因んでおり、ディケーター市が法人化されたのは、スティーヴン・ディケーターが決闘で死んだすぐ後のことだった。ジェームズ・モンロー大統領がアラバマ州の町にディケーターの名前を付けるよう指示したとされている。
ディケーターはその開発初期に北アラバマで大変重要な位置にあった。1830年代初期にアパラチア山脈より西では初の鉄道であるタスカンビア・コートランド・アンド・ディケーター鉄道の東端になった。1850年、この鉄道はメンフィス・アンド・チャールストン鉄道に組み入れられた。
テネシー川沿いにあり、主要鉄道2本が川を渡す戦略的に重要な地点にあったので、南北戦争の時は何度か戦闘が起こった。戦争初期に北軍が町を占領すると、その指揮官は町の4つの建物を除いて他を全て破壊するよう命じた。町の教会に使われていた煉瓦が、兵士を収容する建物の暖炉や煙突に使われた。残された4つの建物とは、旧州立銀行、ダンシー・ポーク邸、トッド邸、バールソン・ハインズ・マッケンタイア邸であり、現在も残っている。アトランタの戦いで北軍が勝利した後、ジョン・ベル・フッド将軍の指揮する南軍が、1864年のディケーターの戦いでほとんど守備兵のいなかったディケーターを短期間占領したことがあった。このときディケーターは「割りがたい木の実」と呼ばれた。
ディケーターが南軍の支配下にあるとき、バールソン・ハインズ・マッケンタイア邸でシャイローの戦いの作戦が練られた。これらのことで、この邸宅はディケーター市でも最も歴史ある建物の1つとなっている。
灰燼となった旧ディケーター市の鉄道より西側にニューディケーター市（オールバニ）が造られた。ニューディケーター市は1887年に設立され、1889年に法人化された。しかし元ディケーター市民は、北部州から移ってきた人々によって設立され占有された新しい町に満足できなかった。1916年9月にニューディケーターがオールバニと改名するまで敵対意識が続いた。このオールバニはニューヨーク州オールバニ市から名前が採られた。オールバニとディケーターの2つの町を統合する動きは、テネシー川を渡す渡し船の代わりに橋を架ける必要性から生まれた。両方の町から同数の委員が出て構成されたディケーター・キワニス・クラブが、州に橋の建設を働きかけた。1925年、2市が合併して新しいディケーター市となった。町の両側には明らかな違いがある。市は異なる時期に異なるやり方で発展し、現在でも幾らか異なる文化がある。東部はより郊外的で伝統を重んじ、西部はより都会的で近代風に見られる。
中心街の外れにある旧州立銀行ビルはアラバマ州でも最古の銀行ビルであり、173年の歴史がある。国内初の波のあるプールが市内に造られ、ポイント・マラード・アクアティック・センターで今も使われている。州内では最大のビクトリア様式建築の町並みがある。コタコ・オペラハウスは州内最古のオペラハウスであり、ジョンストン通りにある。
過去に市内にあった工場としては、ルイビル・アンド・ナッシュビル鉄道の修繕工場、車両工場、エンジン工場、瓶詰め工場、製材所、サッシとブラインドの工場、タンニン酸工場、農薬工場、葉巻工場、小麦粉工場、綿実油工場、などがあった。

### 初期の年譜
- 1810年代、ローズ・フェリーとして設立

1933年にフランクリン・ルーズベルト大統領がディケーター市を訪問したときのコメント

- 1821年、ローズ・フェリーがディケーターとして法人化
- 1829年、ダンシー・ポーク邸建設
- 1829年-1830年、アパラチア山脈より西では初の鉄道であるタスカンビア・コートランド・アンド・ディケーター鉄道建設
- 1833年7月29日、旧州立銀行ビルが完成
- 1836年、レイ・マッケンタイア邸建設
- 1864年11月、南北戦争のディケーターの戦い
- 1870年-1910年、ビクトリア様式建築地区の建設
- 1887年、ニューディケーター市設立、1889年法人化
- モーガン郡の郡庁所在地がサマービルからディケーターに移転
- 1916年、ニューディケーター市がオールバニ市に改名、郵便局はニューオールバニ
- 1919年、プリンセス劇場建設
- 1925年、オールバニ市とディケーター市が合併
- 1930年代、フランクリン・ルーズベルト大統領がディケーター市でデラノ公園を除幕
- 1930年代、テネシー川流域開発公社が軍とエネルギーの新しい事業を興した
- 1973年、独立記念日の祝典に、アラバマ州知事ジョージ・ウォレスとマサチューセッツ州選出上院議員エドワード・ケネディが出席、両人とも1976年大統領選挙の有力な候補者だった

## 地理
テネシー川がディケーター市およびモーガン郡の北側境界になっている。市の東にはフリント・クリークとウィーラー野生生物保護区がある。市域はこれらクリークや保護区を越えてインディアン・ヒルズとバーニングツリー地域に広がっている。ウィーラー湖にはドライ・ブランチと呼ばれる入江があり、1マイル (1.6 km) 市域に入っている。市域の小部分が隣接するライムストーン郡に入っている。アメリカ国道31号線の北にカルフーン・カレッジまでと、アラバマ州道20号線が州間高速道路65号線に達する範囲である。
市の北部はテネシー川を見下ろす短い岡の上にあり、ローズ・フェリー公園のある川岸まで大変急な斜面ができている。この岡に"蒸気船ビル"記念橋が架けられ、川を渡すために特に取り付け道路に坂を設けることもなく、下を通る艀には十分な高さを確保している。この岡は川岸から約1.5マイル (2.4 km) 南に広がり、そこで14番通りとマグノリア通りが6番アベニュー（アメリカ国道31号線）と交わっている。この交差点より南の土地は平坦である。その南と西にはアラバマ州道67号線が通り、市域内に小さな山が幾つかある。
ディケーター市は北緯34度34分52秒 西経86度59分0秒 / 北緯34.58111度 西経86.98333度 (34.580992, −86.983392),に位置している。
アメリカ合衆国国勢調査局に拠れば、市域全面積は59.9平方マイル (155 km2)であり、このうち陸地53.4平方マイル (138 km2)、水域は6.5平方マイル (17 km2)で水域率は10.83%である

### 気候
ディケーター市は温暖湿潤気候（ケッペンの気候区分 Cfa）にあり、四季がはっきりしている。春や秋には竜巻が発生することがある。過去の大きなものは1974年の竜巻大発生時のものだった。1989年のハンツビルで起きた竜巻は、それほど影響が無かった。メキシコ湾から内陸に300マイル (480 km) 近く入っているので、ハリケーンに襲われるのは希である。これまで熱帯低気圧がテネシー川バレー中央を通過したことがあったが、それほど被害は出なかった。冬の雪もあまり多くない。市域で大雪になることは希である。毎年数回、観測可能な降雪がある。2011年、1回の降雪で8インチ (20 cm) を観測した。これは1963年以来のことだった。
冬は概して温和であり、1月の日中平均気温は40.6°F (4.8 ℃) である。平均して氷点下になる日は年間59日あり、20°F (-7 ℃) 以下の場合は9.2日である。夏は暑く湿度が高い。7月の日中平均気温は79.6°F (26.4 ℃) である。90°F (32 ℃) を超える日が年間51ないし52日あり、100°F (38 ℃) を超える日は1.7日である。夏の後半は乾燥する傾向にある。秋は9月半ばから12月初旬であり、気温や降水量は春と同様であるが比較的乾燥して始まる。
過去最高温度は1952年7月28日と1954年8月16日に記録された108°F (42 ℃) だった。過去最低温度は1966年1月30日に記録された-19°F (-28 ℃) だった。

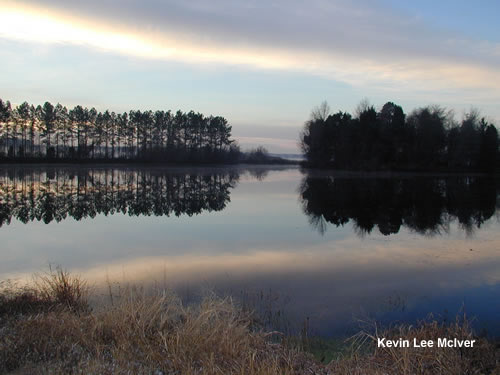
ウィーラー国立野生生物保護区

| アラバマ州ディケーターの気候               | アラバマ州ディケーターの気候 | アラバマ州ディケーターの気候 | アラバマ州ディケーターの気候 | アラバマ州ディケーターの気候 | アラバマ州ディケーターの気候 | アラバマ州ディケーターの気候 | アラバマ州ディケーターの気候 | アラバマ州ディケーターの気候 | アラバマ州ディケーターの気候 | アラバマ州ディケーターの気候 | アラバマ州ディケーターの気候 | アラバマ州ディケーターの気候 | アラバマ州ディケーターの気候 |
| 月                                         | 1月                          | 2月                          | 3月                          | 4月                          | 5月                          | 6月                          | 7月                          | 8月                          | 9月                          | 10月                         | 11月                         | 12月                         | 年                           |
| ------------------------------------------ | ---------------------------- | ---------------------------- | ---------------------------- | ---------------------------- | ---------------------------- | ---------------------------- | ---------------------------- | ---------------------------- | ---------------------------- | ---------------------------- | ---------------------------- | ---------------------------- | ---------------------------- |
| 最高気温記録 °F （°C）                     | 78 (26)                      | 82 (28)                      | 87 (31)                      | 94 (34)                      | 99 (37)                      | 105 (41)                     | 108 (42)                     | 108 (42)                     | 105 (41)                     | 97 (36)                      | 86 (30)                      | 80 (27)                      | 108 (42)                     |
| 平均最高気温 °F （°C）                     | 50.1 (10.1)                  | 54.6 (12.6)                  | 63.9 (17.7)                  | 72.7 (22.6)                  | 80.4 (26.9)                  | 87.5 (30.8)                  | 90.3 (32.4)                  | 90.3 (32.4)                  | 84.4 (29.1)                  | 73.8 (23.2)                  | 62.9 (17.2)                  | 52.7 (11.5)                  | 72.1 (22.3)                  |
| 平均最低気温 °F （°C）                     | 31.0 (−0.6)                  | 34.1 (1.2)                   | 40.9 (4.9)                   | 48.7 (9.3)                   | 58.3 (14.6)                  | 65.6 (18.7)                  | 68.8 (20.4)                  | 67.5 (19.7)                  | 60.3 (15.7)                  | 48.6 (9.2)                   | 39.7 (4.3)                   | 33.6 (0.9)                   | 49.8 (9.9)                   |
| 最低気温記録 °F （°C）                     | −19 (−28)                    | −4 (−20)                     | 7 (−14)                      | 20 (−7)                      | 35 (2)                       | 42 (6)                       | 51 (11)                      | 50 (10)                      | 36 (2)                       | 24 (−4)                      | 0 (−18)                      | −5 (−21)                     | −19 (−28)                    |
| 降水量 inch （mm）                         | 4.63 (117.6)                 | 4.77 (121.2)                 | 4.89 (124.2)                 | 4.53 (115.1)                 | 4.44 (112.8)                 | 4.50 (114.3)                 | 4.58 (116.3)                 | 3.55 (90.2)                  | 3.58 (90.9)                  | 3.45 (87.6)                  | 4.79 (121.7)                 | 5.67 (144)                   | 53.38 (1,355.9)              |
| 出典：NOAA, The Weather Channel (extremes) |                              |                              |                              |                              |                              |                              |                              |                              |                              |                              |                              |                              |                              |

### 水域
- ウィーラー湖
- テネシー川
- ウィーラー国立野生生物保護区
- フリント・クリーク
- チュラビスタ湖
- モーガン湖

### 隣接する都市と町
- アセンズ - 北 - ライムストーン郡
- ハートセル - 南 - モーガン郡
- ヒルズボロ - 西 - ローレンス郡
- ハンツビル - 北東 - マディソン郡とライムストーン郡
- マディソン - 北東 - マディソン郡とライムストーン郡
- ムーアズビル - 北東 - ライムストーン郡
- ムールトン - 南西 - ローレンス郡
- プライスビル - 東 - モーガン郡
- トリニティ - 西 - モーガン郡

### 地区

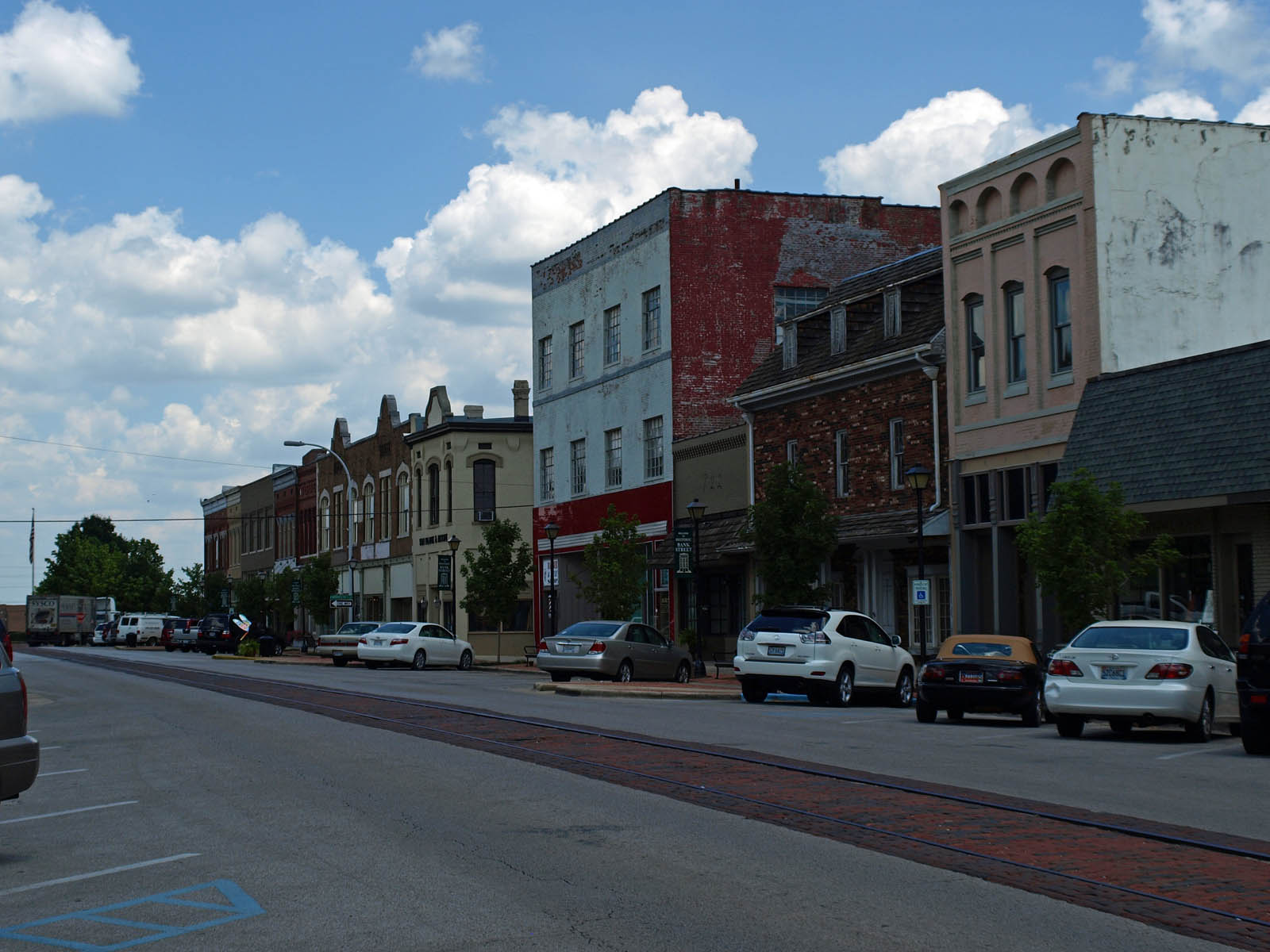
バンク通り歴史地区

ディケーター市は北東、南東、北西、南西の4つの地区に分けられている。南東地区と北東地区はCSXトランスポーテーション本線の東にある。リー通りの北での分割線はバンク通りであり、鉄道より1ブロック東を鉄道に並行している。北東地区と南東地区はムールトン通りで分けられている。北西地区はムールトン通りの北、ムールトン通りからリー通りまではCSXトランスポーテーション本線の西、リー通りからテネシー川まではバンク通りの西にある。東部と西部には幾つか文化的な違いがあり、格子状に配列された通りのパターン、地区割り、建築様式などに違いが見られる。
地区内の町名は以下の通りである。
| 北西地区 - ウェストディケーター（ムールトン通りより北） 南西地区 - オースティンビル - バシャム - ブラスウェル - シーダーリッジ - チャペルヒル - チュラビスタ - ディアフットエステイツ - ドッグウッドエステイツ - ダンバートン - フリント - グレイストーン - グリフィンアディション - ロングリーフエステイツ - ムールトンハイツ - オークリー - オークワース - ラッセルビレッジ - ベスタビア - ウェストディケーター（ムールトン通りより南） - ウェストミード - ウッドトレイル | 北東地区 - オールバニ（ニューディケーター） - ディケーター中心街 - イーストエーカーズ - オールドディケーター - バンク通りと2番アベニュー（中心街ショッピング地区） - ハーバービュー（リバーフロント） ライムストーン郡 - ホワイトサイド - アービントン 南東地区 - ベイサイド - ブルックミード - バールソンマウンテン - バーニングツリーマウンテン - シーダーレイク - フェアビュー - フリント - ヒッコリーヒルズ - インディアンヒルズ - ポイントマラードエステイツ |

## 市政府
ディケーター市は市長・市政委員会方式を採用している。市政委員は5つの小選挙区からそれぞれ1人が選ばれている。その他に教育管理、企画、中心街開発など多くの小委員会がある。

## 公衆安全
公衆安全部にはディケーター市警察署とディケーター市消防署がある。市南部にある別館には消防署の管理事務所と警察署の特殊任務部門が入っている。また双方の訓練施設もある。その管轄範囲は市内外の130平方マイル (340 km2) である。郡の911センターからの要請に対応している。
警察署には137人の警官がおり、指示部門スタッフや調査員が含まれている。市庁舎の1回に本部がある。
消防署には約130人の消防士がおり、このうち40人は救急救命士の資格を持っている。3交替に分かれそれぞれの隊長が指揮している。分署は8か所にある。

### 救急医療と健康管理
市内には2つの救急サービスがある。1つはディケーター旧医療サービス・インコーポレイテッドである。2つめはファーストレスポンス救急医療サービスである。どちらも民間会社であり市と契約し、救急医療を担当している。
エア・メソッズの1部門であるハンツビル・メドフライトとエアー・エバック・ライフチームが、ディケーター市と北アラバマで空からの救急対応を行っている。
市内にはディケーター総合病院とパークウェイ医療センターという2つの総合病院がある。ディケーター総合病院は273床の急性患者対応と、64床の行動医学対応の病院であり、モーガン郡の雇用主として第3位である。ジョイント・コミッションによって認証され、20の科目に200人以上の医師がいる。アラバマ州公衆衛生省からレベル2トラウマセンターに指定されている。パークウェイ医療センター120床のレベル3トラウマセンターである。2012年1月1日時点でハンツビル病院が100％オーナーとなっている。公共のハンツビル病院システムに買収されるまでは民間非営利病院だった。ハンツビル病院は地域の照会せんたーであり、北アラバマのレベル1トラウマセンターでもある。2010年11月時点でディケーター総合病院とハンツビル病院が提携しており、北アラバマでの公立非営利医療の伝統を受け継いでいる。

## 人口動態
以下は2000年国勢調査による人口統計データである。
| 基礎データ - 人口: 53,929 人 - 世帯数: 21,824 世帯 - 家族数: 14,753 家族 - 人口密度: 389.9人/km2（1,009.7 人/mi2） - 住居数: 23,950 軒 - 住居密度: 173.1軒/km2（448.4軒/mi2） 人種別人口構成 - 白人: 75.50% - アフリカン・アメリカン: 19.56% - ネイティブ・アメリカン: 0.58% - アジア人: 0.70% - 太平洋諸島系: 0.13% - その他の人種: 2.22% - 混血: 1.33% - ヒスパニック・ラテン系: 5.64% 年齢別人口構成 - 18歳未満: 25.4% - 18-24歳: 8.8% - 25-44歳: 29.6% - 45-64歳: 23.1% - 65歳以上: 13.1% - 年齢の中央値: 36歳 - 性比（女性100人あたり男性の人口） - 総人口: 92.4 - 18歳以上: 89.5 | 世帯と家族（対世帯数） - 18歳未満の子供がいる: 31.8% - 結婚・同居している夫婦: 50.7% - 未婚・離婚・死別女性が世帯主: 13.4% - 非家族世帯: 32.4% - 単身世帯: 28.9% - 65歳以上の老人1人暮らし: 10.7% - 平均構成人数 - 世帯: 2.43人 - 家族: 2.99人 収入と家計 - 収入の中央値 - 世帯: 37,192米ドル - 家族: 47,574米ドル - 性別 - 男性: 37,108米ドル - 女性: 22,471米ドル - 人口1人あたり収入: 20,431米ドル - 貧困線以下 - 対人口: 14.9% - 対家族数: 11.9% - 18歳未満: 21.2% - 65歳以上: 11.1% |

## 経済
ディケーターはテネシー川で最も繁華な川港に成長してきた。ディケーター港では多くの艀が川を上り下りしている様子が見られ、そのためにフォーチュン500に入る会社20社が市内に工場を設けている。
「ミュー・ミックスのホーム」とも呼ばれている。キャットフードの会社ミュー・ミックスが広さ20万平方フィート (19,000 m2) の施設を買収し、現在はその川面にある施設からテネシー川の上下流に最終製品を出荷している。
.
ハンツビル・ディケーター広域都市圏に入っており、国内でも技術者の比率が高い地域である。
近年の国内基地再編により、レッドストーン兵器廠周辺で、控えめな推計で5千なし1万人の人口が増えた。これにはその家族を含んでいない。

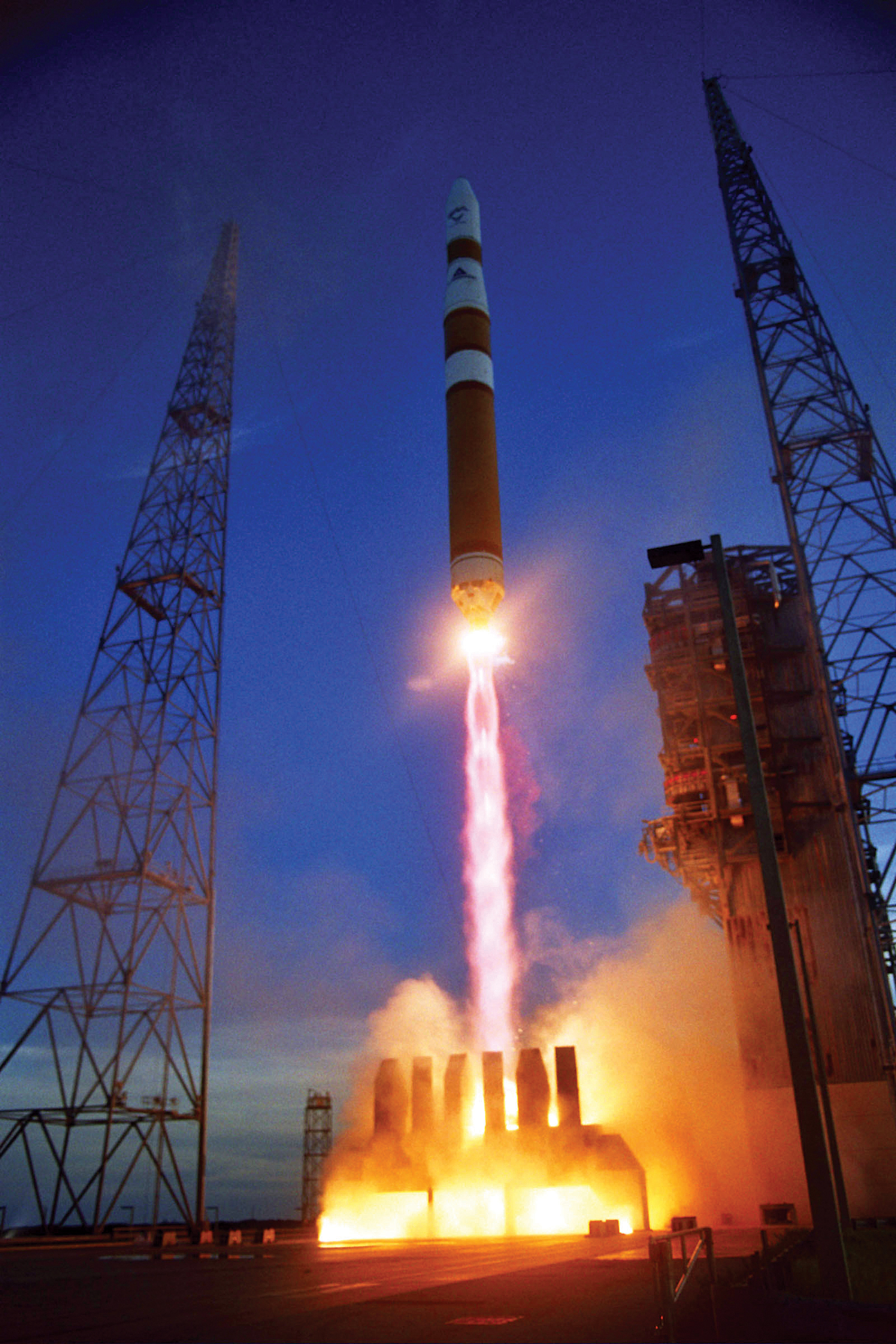
DSCS III-B6を搭載したデルタ IVミディアムの打ち上げ

ロッキード・マーティンとボーイングのロケット製造施設を組み合わせたユナイテッド・ローンチ・アライアンスが承認され、ディケーターの工場をその中心とした。アメリカ合衆国政府が使う衛星打ち上げようロケットは全て、ディケーターで製造されることになる。このことでディケーター地域では新たに230人以上の職が生まれた。ユナイテッド・ローンチ・アライアンスはテネシー川を使ってロケットをケープ・カナベラルに運んでいる。
2008年3月、市域内にある州間高速道路65号線と同565号線の交差点で、バス・プロ・ショップスを含む13億米ドルの開発計画が発表された。スウィートウォーターと名付けられたこの開発計画では、100万平方フィート (93,000 m2) 以上の小売店、825,000平方フィート (76,600 m2) の医療と事務所のスペース、2,700戸の住居、8,000席までの娯楽会場が計画されている。学校、消防署、公園と湖も将来の計画に挙がっている。2010年春の時点で、この計画を開始する期日が決まっていない。2013年時点でバス・プロ・ショップスがディケーター市のウェブサイトにあった「間もなく到来」リストから自店を外した。ドン・カイル市長は計画が軌道に戻っていると発表したが、バス・プロ・ショップスが入っているかは明らかにしていない。

### 主要雇用主
ディケーターの2011年包括的財務報告書に拠れば、郡内の主要雇用主は次の通りである。
| 順位 | 雇用主                                  | 従業員数 |
| ---- | --------------------------------------- | -------- |
| 1    | ゼネラル・エレクトリック                | 1,250    |
| 2    | ディケーター市教育学区                  | 1,205    |
| 3    | ディケーター総合病院                    | 1,000    |
| 4    | 3M                                      | 880      |
| 5    | ウェイン・ファームズ・フレッシュ        | 826      |
| 6    | ユナイテッド・ローンチ・アライアンス    | 760      |
| 7    | ニューコア                              | 719      |
| 8    | ディケーター市                          | 680      |
| 9    | ウェイン・ファームズ・イースト/ウェスト | 568      |
| 10   | パークウェイ医療センター                | 414      |

その他の大規模雇用主
- アセンド・パフォーマンス・マテリアルズ
- BPペトロケミカル
- ブンゲ
- ダイキンアメリカ
- 東レフルオロファイバース
- 曉星
- ミュー・ミックス
- テネシー川流域開発公社
- MPWインダストリアル・サービス

### 観光業

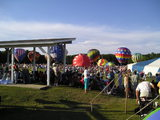
アラバマ州祭で気球を膨らませている光景

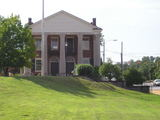
旧州立銀行

観光業がディケーター市経済で大きな部分を占めている。町の内外、外国などから数十万人が南部でも有名な祭に参加している。
.
アラバマ州祭熱気球大会は1978年に始まり、1973年から開催されているケンタッキーダービーの大気球レースよい南では最大の熱気球レースである。膨らませば7階建てのビルの高さになる気球60以上が参加し、10万人以上の観客が押し寄せる。アラバマ州議会から「アラバマ州の気球首都」のニックネームを贈られた。
「アメリカの魂祭」は南部でも最大級の独立記念日祝典である。毎年開催されるこの祭りとポイントマラード・ミスコンには65,000人以上の観客が集まる。
ディケーター川祭はディケーターの国際青年会議所が後援している。テネシー川のインガルス港で開催され、世界チャンピオンに7度なったビッグ・ボブ・ギブソンのバーベキューに挑戦するために、全国から調理師が集まる。
軽駆け競馬世界祭には世界中から馬が集まる。プライスビル近くのアリーナで開催され、観衆と参加者合わせて75,000人が集まってくる。

### 公園と祭
- アラバマ州祭
- ディケーター市墓地
- デラノ公園
- ジャック・アレン・サッカー場
- ポイントマラード公園

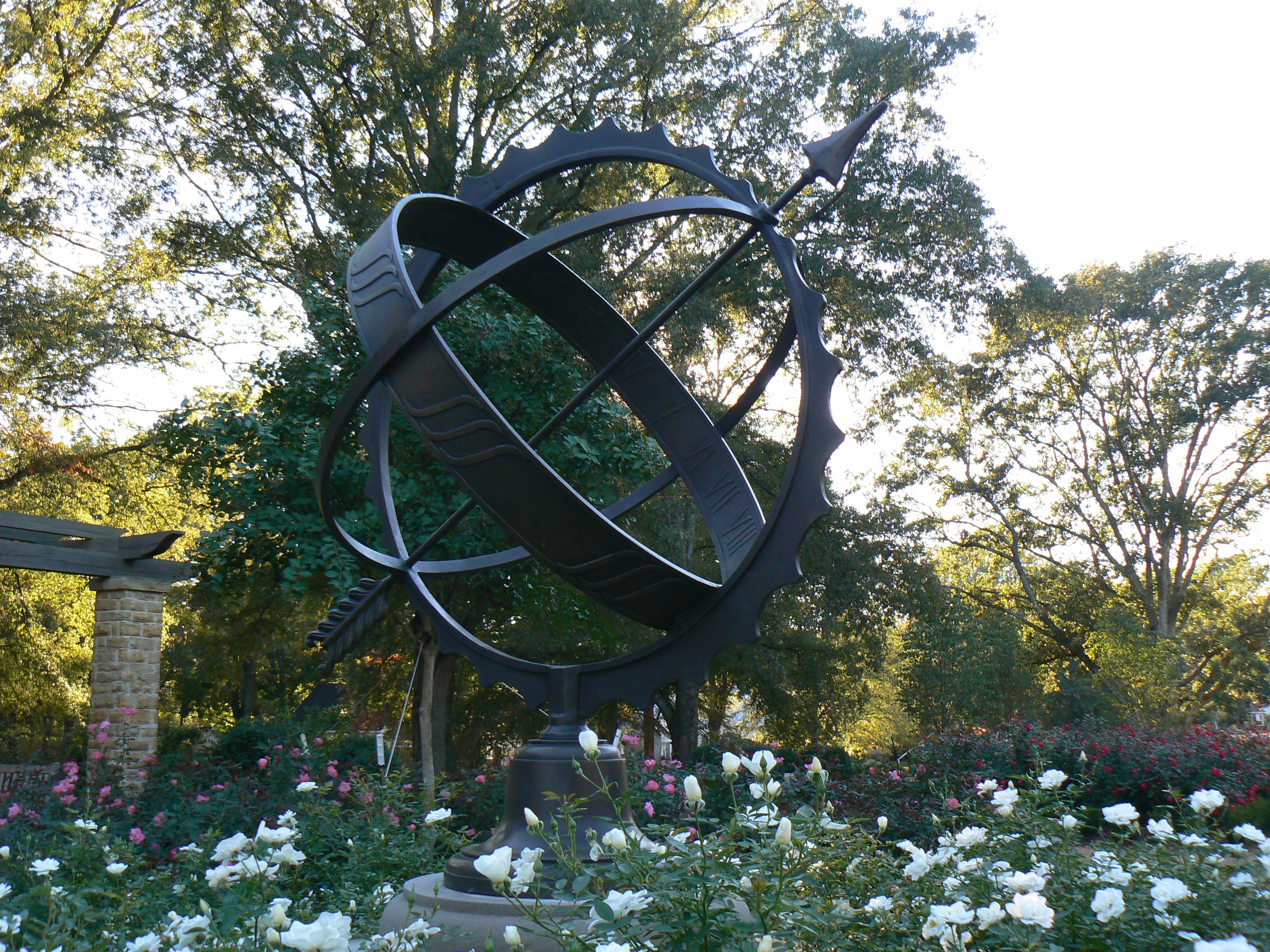
デラノ公園に再建されたバラ園にある歴史的建造物の複製

  - J・ギルマー・ブラックバーン・アクアティック・センター
    - アメリカ初の波のあるプール
- スピリット・オブ・アメリカ祭
- ディケーター川祭
- ラッキング・ホース・ワールド・セレブレーション・アリーナ
- ウィルソン・モーガン公園

## メディア
ディケーター都市圏で発行される新聞は1912年創刊の「ディケーター・デイリー」である。アラバマ州では数少ない家族経営の新聞社である。発行部数は20,824部、日曜版は23,840部である。モーガン郡、ローレンス郡、ライムストーン郡の全体と、カルマン郡、ウィンストン郡の一部で朝に配達される。
ハンツビル・ディケーター広域都市圏では「ハンツビル・タイムズ」が発行部数の多い新聞である。

## 交通

### 空港
市内から2つの大きな空港を利用できる。ハンツビル国際空港はハンツビル市郊外にあり、州内ではバーミングハム＝シャトルズワース国際空港に次いで2番目に利用客の多い空港である。州内では最も利用客の多い地域空港のプライア・フィールド地域空港もある。

### 道路

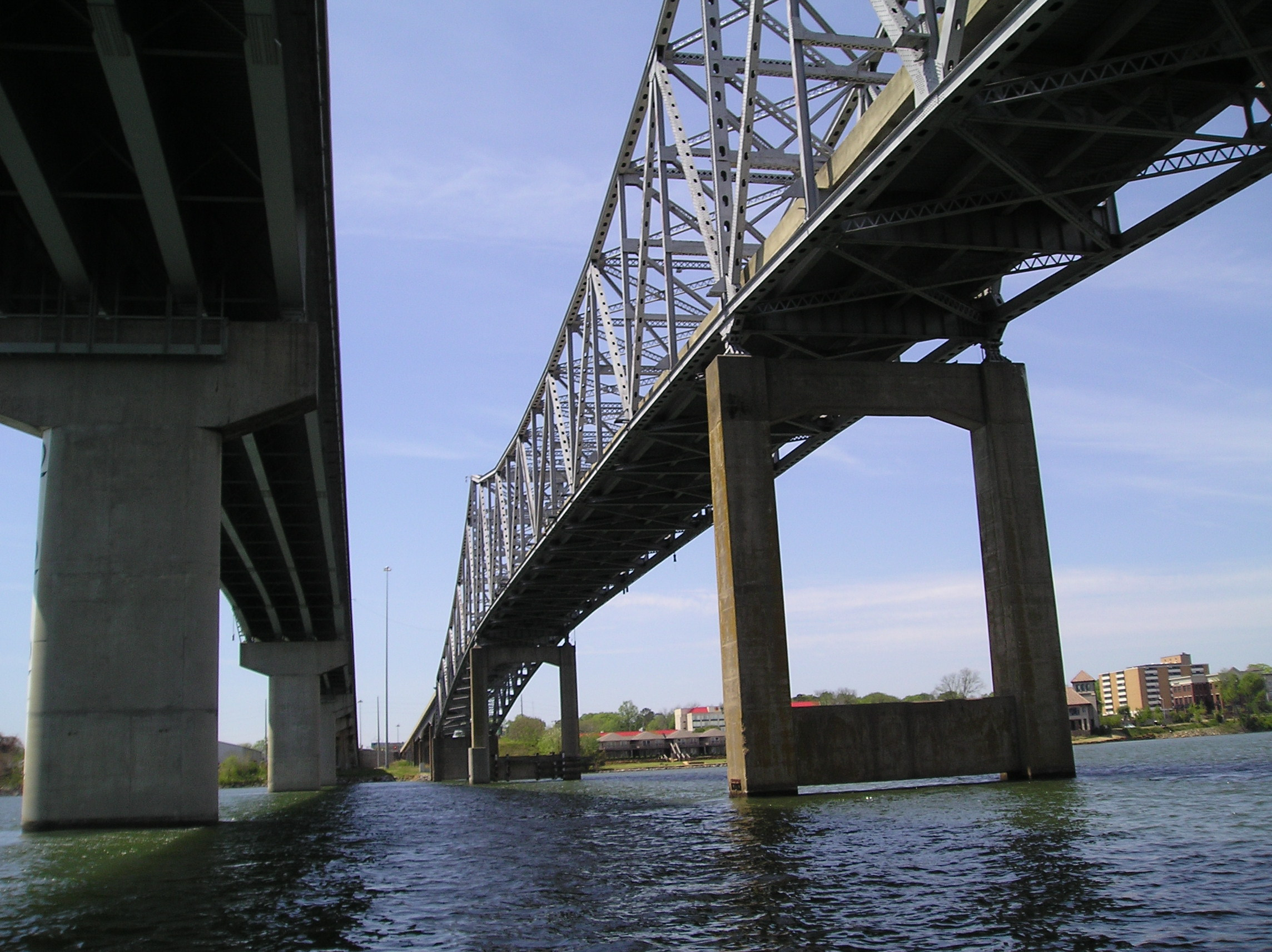
ウィリアム・J・ハドソン船長（蒸気船ビル）記念橋

ディケーター市は中規模として市域内に主要自動車専用道路の無い唯一の都市である。
市内の大通りは6番アベニュー（アメリカ国道31号線）とザ・ベルトライン（州道67号線）である。6番アベニューは町の北中部でテネシー川に架かる2径間ウィリアム・J・ハドソン船長（蒸気船ビル）記念橋の付け根で、アラバマ州道20号線、国道72号線代替路、国道31号線が分岐する地点に始まる。アラバマ州道20号線と国道72号線代替路は合流して西のザ・ショールズに向かい、アセンド・パフォーマンス・マテリアルズLLC工場の近くでザ・ベルトラインが分岐して南に降り、市内南西地区で東に転ずる。6番アベニューは南に向かいベルトライン道路と交差する。その後はディケーター・ハイウェイとしてバーミングハムに向かう。
ベルトライン道路は6番アベニューの混雑緩和のために西側のバイパスとして建設された。しかし、この道沿いで新たな開発が進むという問題が起こった。現在の4車線から6車線への拡張工事が行われている。完成は2014年が見込まれている。
| - 州間高速道路65号線 - 州間高速道路565号線 - アメリカ国道31号線 - アメリカ国道72号線代替路 - アラバマ州道20号線 - アラバマ州道24号線 - アラバマ州道67号線 | \| 順位 \| 交差点 \| 1日の交通量（台） \| \| ---- \| ------------------------------------------------- \| ----------------- \| \| 1 \| 6番アベニュー 州道20号線 国道72号線代替路 \| 45,290 \| \| 2 \| ベルトライン（州道67号線） スプリング・アベニュー \| 38,000 \| \| 3 \| 6番アベニュー ストラットフォード道路 \| 34,000 \| \| 4 \| PTマラード・パークウェイ 州間高速道路65号線 \| 32,000 \| \| 5 \| ベルトライン ベティ通り ウェストミード通り \| 31,000 \| |                   |
| 順位 | 交差点 | 1日の交通量（台） |
| 1 | 6番アベニュー 州道20号線 国道72号線代替路 | 45,290            |
| 2 | ベルトライン（州道67号線） スプリング・アベニュー | 38,000            |
| 3 | 6番アベニュー ストラットフォード道路 | 34,000            |
| 4 | PTマラード・パークウェイ 州間高速道路65号線 | 32,000            |
| 5 | ベルトライン ベティ通り ウェストミード通り | 31,000            |

#### 改良計画
市の南にある州間高速道路65号線からローレンス郡の国道72号線代替路まで、「ベテランズ・パークウェイ」とよぶ自動車専用道路を建設する計画が進行中である。
さらに州道20号線/国道72号線代替路を州間高速道路565号線の延伸部として転換し、市内に入れる計画もある。州道20号線が市内に入るところで毎年85件以上の交通事故が発生しているので、ボブ・ライリー州知事はこの道路の計画を優先事項にすると言明している。

### 水路（川）
ディケーターから、テネシー川、ミシシッピ川、メキシコ湾を経由して大西洋まで大型船が運航できる。アメリカ合衆国はディケーターで大型宇宙輸送機の全てを製作し、水路によってフロリダ州ケープ・カナベラルやカリフォルニア州ヴァンデンバーグ空軍基地に運んでいる。

## 教育
市内にはオースティン高校とディケーター高校がある。国際バカロレア教育を追加提供することで、バーミングハムより北では初、州内でも5市の1つになった。
高校のフットボールやサッカーの試合はオーグル・スタジアム（観客席数10,000）で行われている。
両高校とも落ちこぼれ防止法に規定される2006年の進捗率を満たしていなかった。オースティン高校の卒業率は86%であり、4ポイント届かなかった。
ディケーター高校は、リーディングで試験された特殊教育生徒の比率と、数学で試験された比率で劣っていた。卒業率は76%だった。
ディケーター市域にある唯一の高等教育機関はカルフーン・コミュニティカレッジである。3つのキャンパスがあり、メインキャンパスは市の北部、国道31号線沿いにある。

### 私立学校
- ディケーター・ヘリテージ・クリスチャン・アカデミー（幼稚園前から12年生）[15]
- コーナーストーン・クリスチャン学校
- フェイス・クリスチャン・アカデミー（幼稚園から12年生）
- セントアンズ・カトリック学校（幼稚園から8年生）

### 高等教育機関
- アラバマA&M大学 - ハンツビル
- アセンズ州立大学 - アセンズ
- カルフーン・コミュニティカレッジ
  - メインキャンパス - ディケーター
  - レッドストーン・アーセナル・キャンパス - ハンツビル
  - カミングス・リサーチパーク・キャンパス - ハンツビル
- アラバマ大学ハンツビル校 - ハンツビル
- 北アラバマ大学 - フローレンス

## ニックネーム
- 魅力的な規模の大きな都市 - 2005年に採用された公式キャッチフレーズ
- 川の都市 - 市の北端を流れるテネシー川から採られた
- 南部のシカゴ - 1880年代に市の南に計画都市「ニューディケーター」を造るために形成された会社によって付けられた。当時は有蓋車工場など幾つかの企業があり、ルイビル・アンド・ナッシュビル鉄道の大きな操車場があった
- アラバマ州の気球首都 - 毎年アラバマ州祭熱気球大会が開催されているので州議会がこの名前を贈った。1978年に始まり、国内でも古いクラスの熱気球大会である。ポイントマラード公園で50以上の熱気球が参加して開催されている
- バレーのハート - テネシー川とテネシー・バレーのアラバマ州にある部分では中心にあるので
- アメリカ初の波のあるプールのある場所 - ポイントマラード・アクアティックセンターに国内初の波のあるプールが造られた
- ミュー・ミックスのホーム - ミュー・ミックスの生産設備の1つがあり、テネシー川に架かる橋から市内の建物の上に「ディケーター:  ミュー・ミックスのホーム」の看板が見られる
- D・ロック・オア・ザ・デック - 市内の高校生が付けたニックネーム
- 南部のハブ - 南部の多くの主要都市から便利な位置にあるため
- 機会の都市 - 1950年代と1960年代に急成長したことによる
- グレーターであるディケーター - ハンツビルのような大都市で冗談に使われる

## 著名な出身者
- メイ・ジェミソン、アフリカ系アメリカ人女性で初の宇宙飛行士
- ディーン・ジョーンズ、俳優
- ルーカス・ブラック、俳優
- フィリップ・リバース、アメリカンフットボール選手